# Labouristická strana
Labouristická strana (Labour Party, Strana práce) je středolevicová politická strana ve Velké Británii. Byla založena na počátku 20. století. Od roku 1920 byla hlavní stranou na levé straně politického spektra v Anglii, Skotsku a Walesu, ale ne v Severním Irsku, kde teprve nedávno zahájila budování své organizační struktury.
Ve volbách roku 1997 strana pod vedením Tonyho Blaira zvítězila, i když se původní velká většina v Dolní sněmovně snížila na 167 křesel a roku 2005 až na 66 poslanců. Labouristé jsou vedoucí silou ve velšské koaliční vládě a opoziční stranou ve Skotském parlamentu. Strana je členem Strany evropských socialistů a Progresivní aliance, status pozorovatele drží u Socialistické internacionály.

## Historie
Vznik Labouristické strany se datuje na konec 19. století, kdy začala být zřejmá potřeba vzniku nové strany, která by reprezentovala zájmy městského proletariátu a dělnického hnutí, jehož počet se zvyšoval a který nedávno získal volební právo. Někteří odboroví předáci se začali zapojovat do politiky a Liberální strana podporovala některé z nich jako kandidáty ve volbách.
Roku 1899 člen Doncasterského odborového svazu železničních pracovníků navrhl, aby bylo svoláno jednání Federace odborových svazů, na kterém by došlo ke sjednocení levicově orientovaných skupin a vytvoření jednotné organizace na podporu kandidátů ve volbách. Konference se sešla v únoru 1900 v Memorial Hall za účasti organizací zastupujících asi jednu třetinu členů federace. Na ní byl vytvořen výbor (Labour Representation Comitee), který měl koordinovat podporu kandidátů pro volby do parlamentu.
V prvních volbách roku 1900, které výbor podporoval, získali jeho kandidáti dva mandáty. Krátce nato ale jeho podpora začala narůstat a i vlivem dohody s liberály, která měla zajistit porážku Konzervativní strany, získal ve volbách roku 1906 už 29 křesel. Na prvním jednání v roce 1906 se poslanci podporovaní výborem rozhodli přijmout název Labouristická strana a Keir Hardie byl zvolen vůdcem poslanecké skupiny.
V průběhu první světové války se strana rozdělila na tábor podporovatelů konfliktu a odpůrce války, kteří postupně získávali většinu. Ramsay MacDonald, který s válkou nesouhlasil, odstoupil z vedení strany a byl nahrazen Arthurem Hendersonem, který byl brzy poté přijat premiérem H. H. Asquithem do vlády a stal se tak prvním labouristickým členem vlády. Henderson v zájmu sjednocení strany z vlády odstoupil roku 1917. Později došlo k rozkolu Liberální strany, podporu jejich voličů získali labouristé a ve volbách roku 1922 se stali druhou nejsilnější stranou v parlamentu.
Ve volbách roku 1923 vyhrála Konzervativní strana, ale ačkoli měla nejvíce poslanců, ztratila většinu. S podporou Asquithových liberálů vytvořil Ramsay MacDonald v lednu 1924 vládu a stal se prvním labouristickým předsedou vlády. Kabinet byl závislý na podpoře liberálů, nebyl schopen prosadit socialistické zákony a jediným podstatným opatřením bylo zahájení programu pro výstavbu 500 000 nájemních domů pro dělnické rodiny. Vláda se ale rozpadla už po devíti měsících a těsně před dalšími volbami byl zveřejněn Zinovjevův dopis, ze kterého vyplývalo, že labouristé připravují v Británii komunistickou revoluci. Tento dopis je v současnosti považován za podvrh. V opozici MacDonald pokračoval v prosazování umírněné politiky, odsoudil generální stávku roku 1926 s tím, že nejlepší cestou dosažení sociálních reforem je volební podpora labouristů.
Ve volbách roku 1929 labouristé zvítězili a vytvořili menšinovou vládu. Krátce po sestavení kabinetu byla země zasažena hospodářskou krizí. Se zhoršující se ekonomickou situací souhlasil MacDonald s vytvořením národní koaliční vlády, sestavené s konzervativci a liberály. Tato akce byla částí labouristů posouzena jako zrada a MacDonald byl ze strany vyloučen.
Do vlády se strana vrátila roku 1940, jako část válečné koalice, ze které ale na konci války odstoupila a v prvních poválečných volbách zvítězila. Premiér Clement Attlee se svým kabinetem realizoval jedny z nejradikálnějších reforem ve 20. století když provedl znárodnění velkých průmyslových společností a veřejných služeb, položil základy sociálního státu a vytvořili instituci Národní zdravotní služby.
Hospodářský pokles a skandály přivodily konec konzervativní vlády a vítězství labouristů ve volbách roku 1964. Wilsonova vláda realizovala mnoho sociálních reforem týkajících se vzdělání, potratů a homosexuálů. Kabinet podpořil rozšíření všeobecného vzdělání a založil Open University. Wilson se po porážce v roce 1970 vrátil jako premiér v roce 1974 kdy sestavil menšinovou vládu. V tomto období se kabinet potýkal s hospodářskými problémy, nedostatkem podpory v parlamentu a vnitřními spory o vztah k Evropské unii.
Po dlouhém období v opozici a po náhlé smrti jejího vůdce Johna Smithe se stal vůdcem strany roku 1994 Tony Blair. Ten nasměroval politiku strany k centrismu (někdy označováno jako třetí cesta) a prosazoval tento posun jako novou etapu v historii strany – New Labour. Část radikálních členů okolo bývalého předáka hornických odborů Arthura Scargilla stranu opustila a založila vlastní Socialistickou labouristickou stranu, která se ale výrazně neprosadila. Labouristé poté zvítězili ve volbách roku 1997. Blairova vláda ustanovila instrument minimální mzdy, předání části správních pravomocí Skotsku, Walesu a Severnímu Irsku a obnovení správního orgánu nad celým Londýnem – Greater London Authority. Velký obrat v podpoře vlády přineslo Blairovo těsné spojenectví s americkým prezidentem Georgem Bushem při zapojení do války v Iráku. Blair oznámil svůj záměr stáhnout se z politiky a roku 2007 se stal jeho nástupcem Gordon Brown. I když poté došlo k jistému obnovení důvěry v labouristy, utrpěla strana roku 2008 porážku ve volbách londýnského starosty.
Ve všeobecných volbách roku 2010 získala Labouristická strana po Konzervativní straně druhý největší počet křesel, ale žádná strana neměla v dolní komoře parlamentu většinu. Vzhledem k tomu, že Labour Party neměla většinu ani s levo-středovými liberálními demokraty, 11. května Gordon Brown rezignoval na pozici premiéra i předsedy strany. Přechodně se předsedkyní strany stala Harriet Harmanová a ve volbách na kongresu labouristů byl jejím vůdcem zvolen Ed Miliband. V roce 2015 byl vůdcem zvolen Jeremy Corbyn, hned následujícího roku se ho pokusili předem očekávaně jeho odpůrci po referendu o vystoupení Spojeného království z Evropské unie neúspěšně sesadit. Corbyn získal 62 % hlasů a porazil tak protikandidáta Owena Smitha.
Ve všeobecných volbách 2019 utrpěla strana zdrcující porážku, nejhorší od roku 1935. Získala jen 203 mandátů z 650 a oproti předchozím volbám si strana pohoršila o 59 křesel.

## Politika strany
Strana původně vznikla z iniciativy odborářského hnutí a socialistických stran jako platforma pro podporu zájmů dělnické a nižší třídy, přesto dnes podporuje i zájmy střední třídy. Původně strana prosazovala levicové a socialistické idee jako státní vlastnictví důležitých odvětví průmyslu, zásahy vlády do hospodářství, přerozdělování bohatství, zvyšování práv pro dělníky a sociální skupiny, sociální stát nebo veřejně spravované a financované zdravotnictví a školství. Na konci 80. let začala strana pod vedením Neila Kinnocka, Johna Smithe a Tonyho Blaira zastávat názory podporující regulovanou tržní ekonomiku, což vedlo k tomu, že začala být označována jako sociálně demokratická nebo dokonce jako strana tzv. třetí cesty.
Od roku 2015, po zvolení Jeremyho Corbyna, se britská Labour Party navracela k některým původním demokraticky socialistickým myšlenkám. Labouristická strana se projevuje silně proevropsky, přestože i v rámci ní do odchodu země z EU existovala frakce „Labour Leave“.

## Vedení strany
- 1906–1908 Keir Hardie
- 1908–1910 Arthur Henderson
- 1910–1911 George Nicoll Barnes
- 1911–1914 Ramsay MacDonald
- 1914–1917 Arthur Henderson
- 1917–1921 William Adamson
- 1921–1922 John Robert Clynes
- 1922–1931 Ramsay MacDonald
- 1931–1932 Arthur Henderson
- 1932–1935 George Lansbury
- 1935–1955 Clement Attlee
- 1955–1963 Hugh Gaitskell
- 1963 George Brown
- 1963–1976 Harold Wilson
- 1976–1980 James Callaghan
- 1980–1983 Michael Foot
- 1983–1992 Neil Kinnock
- 1992–1994 John Smith
- 1994 Margaret Beckettová
- 1994–2007 Tony Blair
- 2007–2010 Gordon Brown
- 2010 Harriett Harmanová
- 2010–2015 Ed Miliband
- 2015–2020 Jeremy Corbyn
- od 2020 Keir Starmer[11]

## Kritika
V roce 2019 vyšlo najevo, že ve straně byl silně rozšířen antisemitismus, který vedení strany včetně vůdce Jeremyho Corbyna dlouhodobě neřešilo – bylo zaznamenáno více než 130 nevyřešených případů, kde členové strany projevovali nenávistné projevy na adresu Židů včetně jejich vyhlazení. Tresty v takových případech buď nepřišly, nebo byly nízké.

## Volební výsledky

### Parlament Spojeného království
| Volby         | Lídr               | Hlasy      | Hlasy | Mandáty | Mandáty | Pozice | Vláda   |
| Volby         | Lídr               | Abs.       | %     | Abs.    | ±       | Pozice | Vláda   |
| ------------- | ------------------ | ---------- | ----- | ------- | ------- | ------ | ------- |
| 1900          | Keir Hardie        | 62 698     | 1.8   | 2/670   | ▲ 2     | 5.     | Opozice |
| 1906          | Keir Hardie        | 321 663    | 5.7   | 29/670  | ▲ 27    | ▲ 4.   | Opozice |
| leden 1910    | Arthur Henderson   | 505 657    | 7.6   | 40/670  | ▲ 11    | ▬ 4.   | Opozice |
| prosinec 1910 | George Barnes      | 371 802    | 7.1   | 42/670  | ▲ 2     | ▬ 4.   | Opozice |
| 1918          | William Adamson    | 2 245 777  | 21.5  | 57/707  | ▲ 15    | ▬ 4.   | Opozice |
| 1922          | John Robert Clynes | 4 076 665  | 29.7  | 142/615 | ▲ 85    | ▲ 2.   | Opozice |
| 1923          | Ramsay MacDonald   | 4 267 831  | 30.7  | 191/625 | ▲ 49    | ▬ 2.   | Vláda   |
| 1924          | Ramsay MacDonald   | 5 281 626  | 33.3  | 151/615 | ▼ 40    | ▬ 2.   | Opozice |
| 1929          | Ramsay MacDonald   | 8 048 968  | 37.1  | 287/615 | ▲ 136   | ▲ 1.   | Vláda   |
| 1931          | Arthur Henderson   | 6 339 306  | 30.8  | 52/615  | ▼ 235   | ▼ 2.   | Opozice |
| 1935          | Clement Attlee     | 7 984 988  | 38.0  | 154/615 | ▲ 102   | ▬ 2.   | Opozice |
| 1945          | Clement Attlee     | 11 967 746 | 47.7  | 393/640 | ▲ 239   | ▲ 1.   | Vláda   |
| 1950          | Clement Attlee     | 13 266 176 | 46.1  | 315/625 | ▼ 78    | ▬ 1.   | Vláda   |
| 1951          | Clement Attlee     | 13 948 883 | 48.8  | 295/625 | ▼ 20    | ▼ 2.   | Opozice |
| 1955          | Clement Attlee     | 12 405 254 | 46.4  | 277/630 | ▼ 18    | ▬ 2.   | Opozice |
| 1959          | Hugh Gaitskell     | 12 216 172 | 43.8  | 258/630 | ▼ 19    | ▬ 2.   | Opozice |
| 1964          | Harold Wilson      | 12 205 808 | 44.1  | 317/630 | ▲ 59    | ▲ 1.   | Vláda   |
| 1966          | Harold Wilson      | 13 096 629 | 48.0  | 364/630 | ▲ 47    | ▬ 1.   | Vláda   |
| 1970          | Harold Wilson      | 12 208 758 | 43.1  | 288/630 | ▼ 76    | ▼ 2.   | Opozice |
| únor 1974     | Harold Wilson      | 11 645 616 | 37.2  | 301/635 | ▲ 13    | ▲ 1.   | Vláda   |
| říjen 1974    | Harold Wilson      | 11 457 079 | 39.2  | 319/635 | ▲ 18    | ▬ 1.   | Vláda   |
| 1979          | James Callaghan    | 11 532 218 | 36.9  | 269/635 | ▼ 50    | ▼ 2.   | Opozice |
| 1983          | Michael Foot       | 8 456 934  | 27.6  | 209/650 | ▼ 60    | ▬ 2.   | Opozice |
| 1987          | Neil Kinnock       | 10 029 807 | 30.8  | 229/650 | ▲ 20    | ▬ 2.   | Opozice |
| 1992          | Neil Kinnock       | 11 560 484 | 34.4  | 271/651 | ▲ 42    | ▬ 2.   | Opozice |
| 1997          | Tony Blair         | 13 518 167 | 43.2  | 419/659 | ▲ 148   | ▲ 1.   | Vláda   |
| 2001          | Tony Blair         | 10 724 953 | 40.7  | 413/659 | ▼ 6     | ▬ 1.   | Vláda   |
| 2005          | Tony Blair         | 9 562 122  | 35.3  | 356/646 | ▼ 57    | ▬ 1.   | Vláda   |
| 2010          | Gordon Brown       | 8 601 441  | 29.1  | 258/650 | ▼ 98    | ▼ 2.   | Opozice |
| 2015          | Ed Miliband        | 9 339 818  | 30.5  | 232/650 | ▼ 26    | ▬ 2.   | Opozice |
| 2017          | Jeremy Corbyn      | 12 874 985 | 40.0  | 262/650 | ▲ 30    | ▬ 2.   | Opozice |
| 2019          | Jeremy Corbyn      | 10 269 076 | 32.2  | 202/650 | ▼ 60    | ▬ 2.   | Opozice |
| 2024          | Keir Starmer       | 9 725 117  | 33.8  | 412/650 | ▲ 214   | ▲ 1    | Vláda   |

### Volby do Evropského parlamentu
Do roku 1999 se do Evropského parlamentu v Británii volilo podle většinového systému, poté se přešlo na proporční zastoupení.
| Rok  | Lídr             | % hlasů | Mandáty | ±    | Pozice |
| ---- | ---------------- | ------- | ------- | ---- | ------ |
| 1979 | James Callaghan  | 31.6    | 17/78   | —    | 2.     |
| 1984 | Neil Kinnock     | 34.7    | 32/78   | ▲ 15 | ▬ 2.   |
| 1989 | Neil Kinnock     | 40.1    | 45/78   | ▲ 13 | ▲ 1.   |
| 1994 | Margaret Beckett | 42.6    | 62/84   | ▲ 17 | ▬ 1.   |
| 1999 | Tony Blair       | 28.0    | 29/84   | ▼ 33 | ▼ 2.   |
| 2004 | Tony Blair       | 22.6    | 19/78   | ▼ 6  | ▬ 2.   |
| 2009 | Gordon Brown     | 15.7    | 13/72   | ▼ 5  | ▼ 3.   |
| 2014 | Ed Miliband      | 24.4    | 20/73   | ▲ 7  | ▲ 2.   |
| 2019 | Jeremy Corbyn    | 13.6    | 10/73   | ▼ 10 | ▼ 3.   |

### Skotské parlamentní volby
| Rok  | Lídr           | Hlasy v obvodech | Hlasy v obvodech | Hlasy v regionech | Hlasy v regionech | Celkem mandátů | ±    | Pozice | Vláda                          |
| Rok  | Lídr           | %                | Mandáty          | %                 | Mandáty           | Celkem mandátů | ±    | Pozice | Vláda                          |
| ---- | -------------- | ---------------- | ---------------- | ----------------- | ----------------- | -------------- | ---- | ------ | ------------------------------ |
| 1999 | Donald Dewar   | 38.8             | 53               | 33.6              | 3                 | 56/129         | —    | 1.     | Labouristé–Liberální demokraté |
| 2003 | Jack McConnell | 34.6             | 46               | 29.3              | 4                 | 50/129         | ▼ 6  | ▬ 1.   | Labouristé–Liberální demokraté |
| 2007 | Jack McConnell | 32.2             | 37               | 29.2              | 9                 | 46/129         | ▼ 4  | ▼ 2.   | SNP menšinová                  |
| 2011 | Iain Gray      | 31.7             | 15               | 26.3              | 22                | 37/129         | ▼ 7  | ▬ 2.   | SNP                            |
| 2016 | Kezia Dugdale  | 22.6             | 3                | 19.1              | 21                | 24/129         | ▼ 13 | ▼ 3.   | SNP menšinová                  |

### Volby do Velšského shromáždění
| Rok  | Lídr           | Hlasy v obvodech | Hlasy v obvodech | Hlasy v regionech | Hlasy v regionech | Celkem mandátů | ±   | Pozice | Vláda                          |
| Rok  | Lídr           | %                | Mandáty          | %                 | Mandáty           | Celkem mandátů | ±   | Pozice | Vláda                          |
| ---- | -------------- | ---------------- | ---------------- | ----------------- | ----------------- | -------------- | --- | ------ | ------------------------------ |
| 1999 | Alun Michael   | 37.6             | 27               | 35.5              | 1                 | 28/60          | —   | 1.     | Labouristé-Liberální demokraté |
| 2003 | Rhodri Morgan  | 40               | 30               | 36.6              | 0                 | 30/60          | ▲ 2 | ▬ 1.   | Labouristé                     |
| 2007 | Rhodri Morgan  | 32.2             | 24               | 29.7              | 2                 | 26/60          | ▼ 4 | ▬ 1.   | Labouristé-Plaid Cymru         |
| 2011 | Carwyn Jones   | 42.3             | 28               | 36.9              | 2                 | 30/60          | ▲ 4 | ▬ 1.   | Labouristé                     |
| 2016 | Carwyn Jones   | 34.7             | 27               | 31.5              | 2                 | 29/60          | ▼ 1 | ▬ 1.   | Labouristé-Liberální demokraté |
| 2021 | Mark Drakeford | 39.9             | 27               | 36.17             | 3                 | 30/60          | ▲ 1 | ▬ 1.   | Labouristé                     |